# Alabes bathys
Alabes bathys (лат.) — вид лучепёрых рыб семейства присосковых (Gobiesocidae). Мелкие морские рыбы, эндемики прибрежных вод Тасмании.

## Описание
Тело длинное, цилиндрической формы, без чешуи, покрыто слизью. Голова очень короткая с коротким закруглённым рылом. На голове имеются четыре заглазничные поры  боковой линии. Рот маленький. Глаза маленькие с выраженной светлой роговицей. Единственное поперечное жаберное отверстие расположено на нижней стороне головы, относительно большое, его длина укладывается 3,1—3,7 раза в длине головы. Боковая линия слабо выражена, состоит из мелких открытых пор и микроскопических сосочков на голове. Хвостовой плавник с 7—8 лучами, соединён со спинным и анальным плавниками. В длинных спинном и анальном плавниках нет лучей. Грудные плавники отсутствуют. Брюшные плавники рудиментарные с двумя лучами, расположены сразу за жаберным отверстием. Ширина их оснований уже длины жаберного отверстия. Позвонков 69.
Голова и тело от светло-коричневого до зеленоватого цвета, к задней части тело становится полупрозрачным. По телу разбросаны белые точки, которые продолжаются на спинном плавнике в виде вертикальных полос. Плавники прозрачные.
Максимальная стандартная длина тела 3,9 см.

## Ареал и места обитания
Обнаружены только у западного побережья Тасмании. Обитают на глубине от 160 до 348 м.